# Helena Sangirardi
Helena Sangirardi, (Ribeirão Preto, 12 de abril de 1905 — Rio de Janeiro, 7 de dezembro de 1989), nome de batismo Helena Bechuath, foi uma radialista, apresentadora, jornalista, escritora e locutora brasileira.

## Biografia
No Rio de Janeiro, trabalhou na Rádio Nacional entre 1939 e 1955, nesta emissora, Helena Sangirardi apresentava a tarde o programa “Consultório Sentimental”, em que aconselhava mulheres de todo o país em seus relacionamentos com o sexo oposto. Em 1944 trabalhou na Rádio Tupi.
Em 1963 apresentava o programa "Alegria de Cozinhar" na TV Rio.  Já na década de 1970 passou a trabalhar com Hebe Camargo na televisão apresentando o Hebe Camargo Show, ainda contratada pela TV Rio, em parceria com a TV Record. Entre 1972 e 1977 apresenta o seu próprio programa, chamado de Programa Helena Sangirardi.
Também destacou-se como escritora de obras de culinária.
Casou-se em 1940 com o escritor e publicitário Angelo Bourroul Sangirardi. Teve duas filhas, Maria Lúcia e a figurinista Sílvia Helena Sangirardi. Helena ainda era avó do ator Diego Sangirardi.